# Castello di Ravarano
Il castello di Ravarano è un maniero medievale che sorge nella piccola frazione di Ravarano, appartenente al comune di Calestano, in provincia di Parma.

## Storia
La fortezza originaria fu innalzata a presidio della val Baganza, probabilmente agli inizi dell'XI secolo su iniziativa del Comune di Parma, che desiderava difendersi dalle incursioni provenienti dalla Lunigiana.
Nel 1214 il marchese Pelavicino Pallavicino, figlio di Guglielmo, acquistò il maniero dal podestà di Parma Baroccio Dal Borgo e nel 1249 suo figlio Uberto ne fu investito dall'imperatore del Sacro Romano Impero Federico II di Svevia.
Nel 1267 i guelfi parmigiani attaccarono e conquistarono il maniero e nel 1297 il Comune di Parma decretò di non ricostruire più alcuna fortificazione a Ravarano.
Manfredino Pallavicino, unico erede del padre Oberto II morto nel 1269, rientrò in possesso del maniero insediandovi nel 1309 il castellano Bonaccorso Draghi. Nel 1312, mentre quest'ultimo era impegnato in battaglia a Berceto, il marchese di Pellegrino Pelavicino III Pallavicino, alleato di Giberto III da Correggio e dei guelfi parmigiani, cinse d'assedio la fortezza e la conquistò; tre anni dopo, raggiunta la pace tra i Comuni di Parma e Borgo San Donnino, Manfredino tornò in possesso delle fortificazioni di Ravarano, Casola e Solignano.
Nel 1395 l'imperatore del Sacro Romano Impero Venceslao di Lussemburgo confermò al marchese Niccolò Pallavicino i privilegi sui feudi di Busseto, Borgo San Donnino, Solignano, Ravarano, Monte Palerio, Tabiano, Bargone, Serravalle, Pietramogolana, Parola, Castelvecchio di Soragna e Soragna.
Nel 1417 il marchese Niccolò III d'Este, Signore di Parma dal 1409, accusò di tradimento Uberto Pallavicino e occupò con le sue truppe il castello di Ravarano. La situazione cambiò dopo pochi anni, col ritorno del dominio visconteo; nel 1432 il duca Filippo Maria Visconti dichiarò ribelle il marchese Jacopo Pallavicino e confiscò i suoi beni, tra cui metà del feudo di Ravarano, che assegnò in segno di riconoscenza al comproprietario Antonio Pallavicino, figlio di Uberto.
Nel 1444 il marchese Federico Pallavicino promulgò fra le mura del maniero gli Statuti di Valle, che, redatti dal giureconsulto Guidantonio Gaiafasi, garantirono per secoli ampia autonomia governativa ai vassalli del feudo.
Nel 1455 il duca di Milano Francesco Sforza investì ufficialmente del feudo di Ravarano la famiglia Pallavicino, che ne fu riconfermata nel 1470 e nel 1476.
Nel 1482 Guido de' Rossi, con l'aiuto dei Torelli, attaccò il castello ma ne fu respinto; depredò quindi la vallata circostante.
Nel 1687, in seguito alla morte dell'ultimo marchese del ramo di Ravarano, la Camera Ducale di Parma avocò a sé tutti i diritti sul feudo, che cedette ai fratelli Gian Simone e Lelio Boscoli; nel 1707 il marchese Andrea Boscoli ne ottenne la permuta con Berceto.
Nel 1728 il castello fu assegnato al conte Paolo Anguissola, al quale seguì nel 1752 il conte Beltramo Cristiani, governatore di Mantova; alla sua morte nel 1758 Ravarano passò ai figli Gianfrancesco e Luigi. Nel 1805 i decreti napoleonici abolirono i diritti feudali nel ducato di Parma e Piacenza; il maniero, ormai trasformato in elegante casino di campagna, nel 1808 fu ereditato dai marchesi Lalatta, figli di Carlotta Cristiani, sorella di Gianfrancesco e Luigi.
Negli anni successivi il forte fu acquistato dall'ingegner Francesco Bertè, che nel 1832 lo fece ristrutturare e adeguare alle comodità di un palazzo signorile. In seguito il castello fu alienato numerose altre volte, dapprima ai Pozzi, poi ai Prevedoni, ai quali seguirono i Forni e infine i Nanni Fainardi, attuali proprietari.

## Descrizione

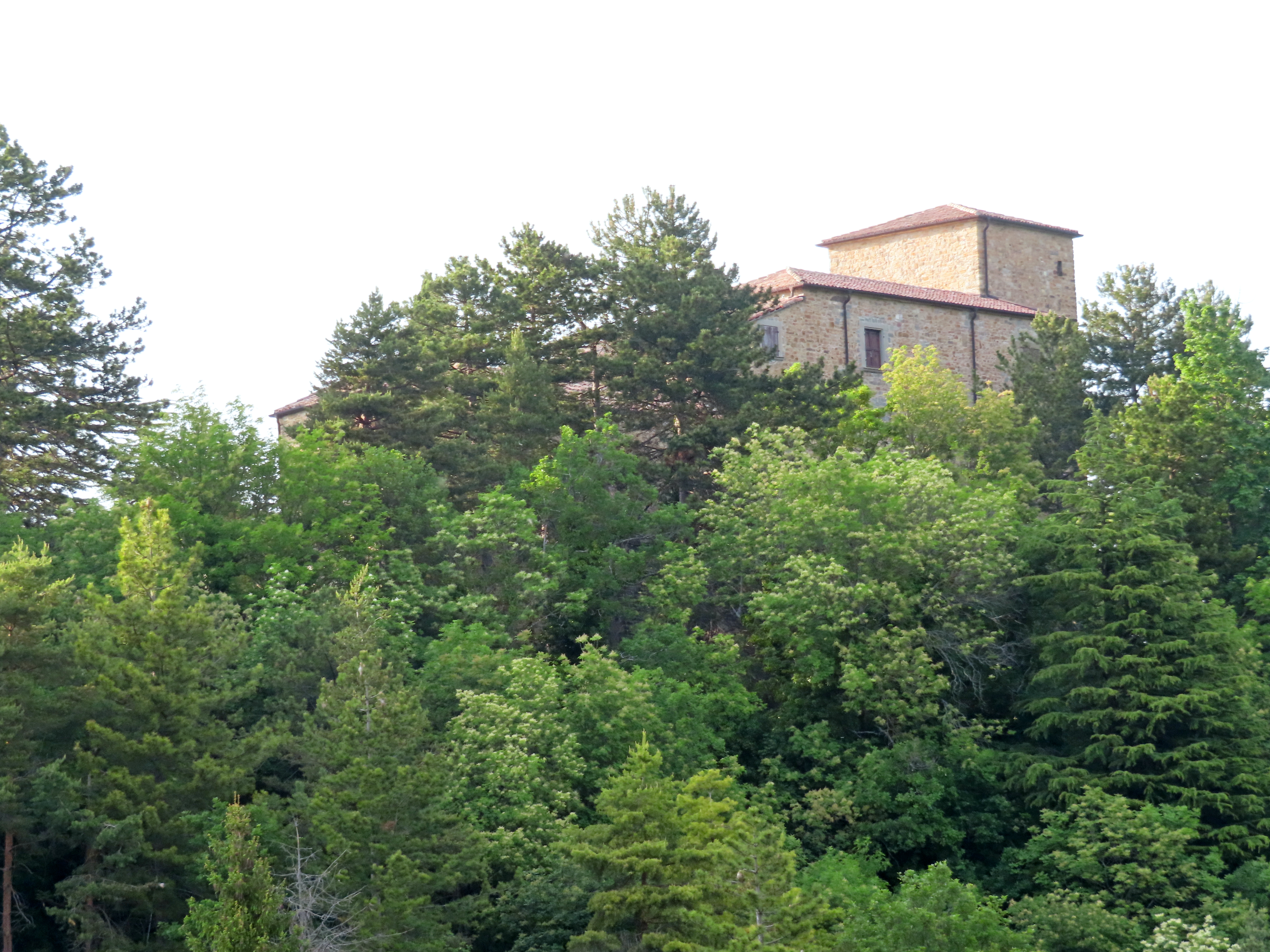
Lato sud-est

Il severo edificio, frutto di modifiche nei secoli, si sviluppa prevalentemente su due distinti corpi a pianta rettangolare, allineati sulla vetta di una scoscesa altura protesa verso nord sulla val Baganza; in corrispondenza del margine settentrionale si eleva un massiccio torrione, adibito in origine a prigione.
A sud si accede attraverso un portale al cortile d'accesso, delimitato su due lati dal maniero; in un angolo è posizionato un pregevole pozzo seicentesco, decorato con lo stemma dei Pallavicino.
Il castello in pietra, privo di merli e ornamenti a dimostrazione del suo carattere fortemente difensivo, presenta poche finestre sui fronti est e nord, a differenza dei lati affacciati sulla corte, ove sono presenti anche alcuni portali in arenaria scolpiti nel XVII secolo.
All'interno gli ambienti sono arricchiti da numerosi arredi e oggetti di pregio, tra cui vari ritratti della famiglia Fainardi e le collezioni di armi e di ceramiche; il salone conserva inoltre un camino decorato.

## Il presunto fantasma
Al pari di molti altri manieri, anche il castello di Ravarano parrebbe ospitare alcuni fantasmi. Secondo la tradizione, la prima entità sarebbe identificabile nel guardiano di un fantomatico forziere colmo di ricchezze, nascosto all'interno dell'edificio in epoca remota e mai rinvenuto; una seconda presenza si aggirerebbe di corsa soprattutto lungo le strade del piccolo borgo posto ai piedi del forte, decisa a riporre alcune tintinnanti monete d'oro in una pentola, celata in qualche misterioso luogo dal diavolo in persona.